# Tchadia Airlines
A Tchadia Airlines foi uma companhia aérea de bandeira chadiana com sede na cidade de Jamena. A sua base principal era o Aeroporto Internacional de Jamena.

## História

### Fundação e Falência
Em agosto de 2018, foi anunciado que o governo do Chade havia assinado um acordo com a Ethiopian Airlines para lançar a nova transportadora nacional do Chade em 1 de outubro de 2018. Também foi anunciado que a companhia aérea se chamaria de Tchadia Airlines e iniciaria as operações usando uma frota de dois Bombardier Dash 8 Q400 que foram transferidos da Etiópia e serviria inicialmente as quatro principais cidades do Chade e países vizinhos.
Em agosto de 2022, após três anos consecutivos de perdas financeiras, a companhia aérea foi colocada em liquidação.

## Destinos
A partir de setembro de 2018, a Tchadia Airlines operou nas seguintes localizações:
| Cidade       | País                      | Aeroporto                                    | Notas     |
| ------------ | ------------------------- | -------------------------------------------- | --------- |
| Duala        | Camarões                  | Aeroporto Internacional de Duala             |           |
| Abéché       | Chade                     | Aeroporto de Abéché                          |           |
| Faya-Largeau | Chade                     | Aeroporto de Faya-Largeau                    |           |
| Jamena       | Chade                     | Aeroporto Internacional de Jamena            | \| Hub \| |
| Moundou      | Chade                     | Aeroporto de Moundou                         |           |
| Sarh         | Chade                     | Aeroporto de Sarh                            |           |
| Cano         | Nigéria                   | Aeroporto Internacional de Kano-Mallam Aminu |           |
| Niamei       | Níger                     | Aeroporto Internacional Diori Hamani         |           |
| Bangui       | República Centro-Africana | Aeroporto Internacional Bangui M'Poko        |           |
| Cartum       | Sudão                     | Aeroporto Internacional de Cartum            |           |
| Hub          |                           |                                              |           |

## Frota
A frota da Tchadia Airlines consistia nas seguintes aeronaves (Agosto de 2022):
| Aeronaves              | Em Serviço | Ordens | Passageiros | Notas |
| ---------------------- | ---------- | ------ | ----------- | ----- |
| Bombardier Dash 8 Q400 | 2          | –      | 67          |       |
| Total                  | 2          | 0      |             |       |